# Episodi di La strada per Avonlea (settima stagione)
La settima stagione della serie televisiva La strada per Avonlea è andata in onda sulla CBC Television dal 13 gennaio al 31 marzo 1996.
| nº | Titolo originale                             | Titolo italiano        | Prima TV originale | Prima TV in italiano |
| -- | -------------------------------------------- | ---------------------- | ------------------ | -------------------- |
| 1  | Out of the Ashes                             | Torna il sorriso       | 13 gennaio 1996    |                      |
| 2  | Love May Be Blind... But the Neighbors Ain't | Picnic in canoa        | 13 gennaio 1996    |                      |
| 3  | Davey and the Mermaid                        | La sirena              | 20 gennaio 1996    |                      |
| 4  | Woman of Importance                          | La zia Lillian         | 27 gennaio 1996    |                      |
| 5  | Secrets and Sacrifices                       | Segreti e sacrifici    | 4 febbraio 1996    |                      |
| 6  | Ah... Sweet Mystery of Life                  | Un amore impossibile   | 11 febbraio 1996   |                      |
| 7  | King of the Great White Way                  | La carriera di Alec    | 18 febbraio 1996   |                      |
| 8  | Total Eclipse                                | Il mondo non finirà    | 25 febbraio 1996   |                      |
| 9  | From Away                                    | Da lontano             | 3 marzo 1996       |                      |
| 10 | After the Ball is Over                       | L'ultimo ballo         | 10 marzo 1996      |                      |
| 11 | Return to Me                                 | Torna da me            | 17 marzo 1996      |                      |
| 12 | The Last Hurrah                              | Le sorprese            | 24 marzo 1996      |                      |
| 13 | So Dear to My Heart                          | Così caro al mio cuore | 31 marzo 1996      |                      |